# 健隈照命
健隈照命（たけくまてるのみこと、生没年不詳）とは、古墳時代の豪族・洲羽国造の一人。建隈照命とも。